# Jaroslav Stránský
Jaroslav Stránský, född 6 juni 1899 i Nymburk, var en tjeckoslovakisk ishockeyspelare. Han var med i det tjeckoslovakiska ishockeylandslaget som kom på delad femte plats i de Olympiska vinterspelen 1924 i Chamonix. Han spelade för HC Slavia Praha.